# Strada Mihai Eminescu din Chișinău
Strada Mihai Eminescu (între anii 1834-1924 – str. Mihailovskaia; 1924-1944 – str. Mihai Viteazu; îm 1944-1990 – str. Komsomolskaia) este o stradă din centrul istoric al Chișinăului. 
De-a lungul străzii sunt amplasate o serie de monumente de arhitectură și istorie (casa de raport lui Efremov, casa individuală, nr. 4, casa de raport, nr. 6, casa individuală, nr. 7, vila urbană, nr. 13A, casa individuală, nr. 15, casa individuală, nr. 18, casa individuală, nr. 21, vila urbană, nr. 24, casa individuală, nr. 28, casa individuală, nr. 30, conacul urban Pisarjevschi, casa individuală, nr. 32, vila urbană, nr. 33, casa de raport, nr. 34, vila urbană, nr. 36, casa individuală, nr. 42, casa individuală, nr. 45, casa individuală, nr. 48, casa de raport Belozercovsky, vila urbană, nr. 51, conacul urban Inglezi, clădirea fostei cârmuiri a moșiilor mănăstirilor închinate „Sfântului Munte Athos” etc), precum și clădiri administrative (Centrul de Știință și Cultură Rusă, Consulatul Bulgariei, Colegiul Național de Coregrafie și altele). 
Strada începe de la intersecția cu str. Alexei Mateevici, intersectând alte 10 artere (inclusiv strada Veronica Micle) și încheindu-se la intersecția cu str. Alexandru cel Bun.

## Legături externe
- Strada Mihai Eminescu din capitală[nefuncțională]
 Orașul meu
- Strada Mihai Eminescu din Chișinău la wikimapia.org